# 莎拉·傑佛瑞
莎拉·瑪麗·傑佛瑞（英語：Sarah Marie Jeffery；1996年4月3日—），又名「莎拉·傑佛瑞」，為加拿大女演員、歌手以及舞蹈家，她的知名作品包括電視影集《陰松林》以及Rogue。2015年她主演迪士尼青春音樂劇《星光繼承者》。

## 簡介
莎拉出生於加拿大不列顛哥倫比亞省溫哥華市，三歲開始學習歌唱，舞蹈以及在歌舞劇演出，15歲時，她參與電影以及電視劇，並在半職業舞蹈團體 BODY 中演出。

## 職業生涯
莎拉的第一個電視劇演出為 Aliens in the House。過不久便在 DirecTV 電視台原創影集 Rogue，飾演由譚蒂·紐頓主演的女兒。之後莎拉參與福斯頻道影集《陰松林》，並與麥特·狄倫以及卡拉·古奇諾等演員合作。
2015年6月，她加入美國警匪犯罪影集Shades of Blue，與珍妮佛·洛佩茲合作，飾演她的女兒Cristina Santos，已排入2016年度的NBC電視台年度節目表中。

## 影視作品列表

### 電影與電視
| 年分  | 名稱                       | 角色            | 備註               |
| ----- | -------------------------- | --------------- | ------------------ |
| 2013  | 陰松林 Aliens in the House | Katie           | Pilot movie        |
| 2013– | Rogue                      | Evie Travis     | 主要角色           |
| 2015  | Wayward Pines              | Amy             | 常設角色           |
| 2015  | 星光繼承者 Descendants     | Audrey          | 迪士尼頻道原創電影 |
| 2016  | Shades of Blue             | Cristina Santos |                    |
| 2016  | Undone                     | Jayme Crawley   |                    |
| 2016  | Be somebody (當個路人)     | Emily           | 女主角             |
| 2019  | 星光繼承者3 Descendants 3  | Audrey          | 迪士尼頻道原創電影 |

## 外部連結
- 莎拉·傑佛瑞在互联网电影资料库（IMDb）上的資料（英文）
- 莎拉·傑佛瑞的X（前Twitter）
- 莎拉·傑佛瑞的Instagram帳戶